# Tierra Larga
Tierra Larga är en ort i Mexiko.   Den ligger i kommunen Cuautla och delstaten Morelos, i den sydöstra delen av landet, 70 km söder om huvudstaden Mexico City. Tierra Larga ligger 1 382 meter över havet och antalet invånare är 1 052.
Terrängen runt Tierra Larga är platt åt sydväst, men åt nordost är den kuperad. Runt Tierra Larga är det tätbefolkat, med 613 invånare per kvadratkilometer. Närmaste större samhälle är Cuautla Morelos, 6,1 km söder om Tierra Larga. Omgivningarna runt Tierra Larga är en mosaik av jordbruksmark och naturlig växtlighet.